# Anna Limbach
Anna Limbach (* 22. Juli 1989) ist eine deutsche Säbelfechterin. Sie ist vierzehnfache deutsche Meisterin.

## Leben
Limbach arbeitet und wohnt in Köln. Ihr Verein ist der TSV Bayer Dormagen. Nicolas Limbach ist ihr älterer Bruder. Sie hat einen Bachelorabschluss in Betriebswirtschaftslehre von der St. John’s University in New York und einen Master of Science in Corporate Development von der Universität zu Köln. Die letzten zehn Jahre dominierte sie in Deutschland den Fechtsport in der Disziplin Säbel. Als Deutschlands Nummer 1 nahm sie an den Olympic Qualifiers teil und belegte den 2. Platz für die Europarangliste zur Qualifikation der Olympischen Spiele 2020 in Tokio.

## Erfolge
Anna Limbach gewann die deutschen Fechtmeisterschaften 2006, 2008, 2009, 2011, 2014 und 2019 mit der Säbelmannschaft. 2015, 2016, 2017 und 2018 gewann sie den Säbel-Titel sowohl bei der Deutschen Einzelmeisterschaften als auch bei den Mannschaftsmeisterschaften.
2008 errang sie bei den Junioreneuropameisterschaften in Prag Bronze mit der Säbelmannschaft. Zu Limbachs größten Erfolgen zählen bisher der 5. Platz bei den Europameisterschaften 2016 in Tiflis und der 5. Platz bei den Weltmeisterschaften in Leipzig 2017. Durch einen 3. Platz beim Grand Prix in Seoul konnte sie sich in der Saison 2017/2018 in der Weltrangliste auf Platz 7 verbessern.
Sie setzt sich seit Jahren erfolgreich für mehr Bewegung für Kinder von drei bis zwölf Jahren ein und ist Botschafterin von verschiedenen Bewegungsinitiativen.